# Trolleybus de Neuchâtel
Les trolleybus de Neuchâtel font partie du réseau de transports en commun de la ville de Neuchâtel, en Suisse. Mis en service en 1940, le réseau a graduellement remplacé les lignes urbaines du tramway de Neuchâtel.

## Lignes
Le réseau comprend les trois lignes suivantes, accessibles comme le reste du réseau TransN avec les titres de transport Onde Verte :
|     | Terminus                                    | Fréquence | Longueur |
| 101 | Cormondrèche–Place Pury–Marin-Epagnier Gare | 7.5 min   | 12.9 km  |
| 102 | Temple des Valangines–Serrières             | 10 min    | 04.7 km  |
| 107 | Place Pury–Hauterive (–Marin-Epagnier Gare) | 7.5 min   | 08.1 km  |

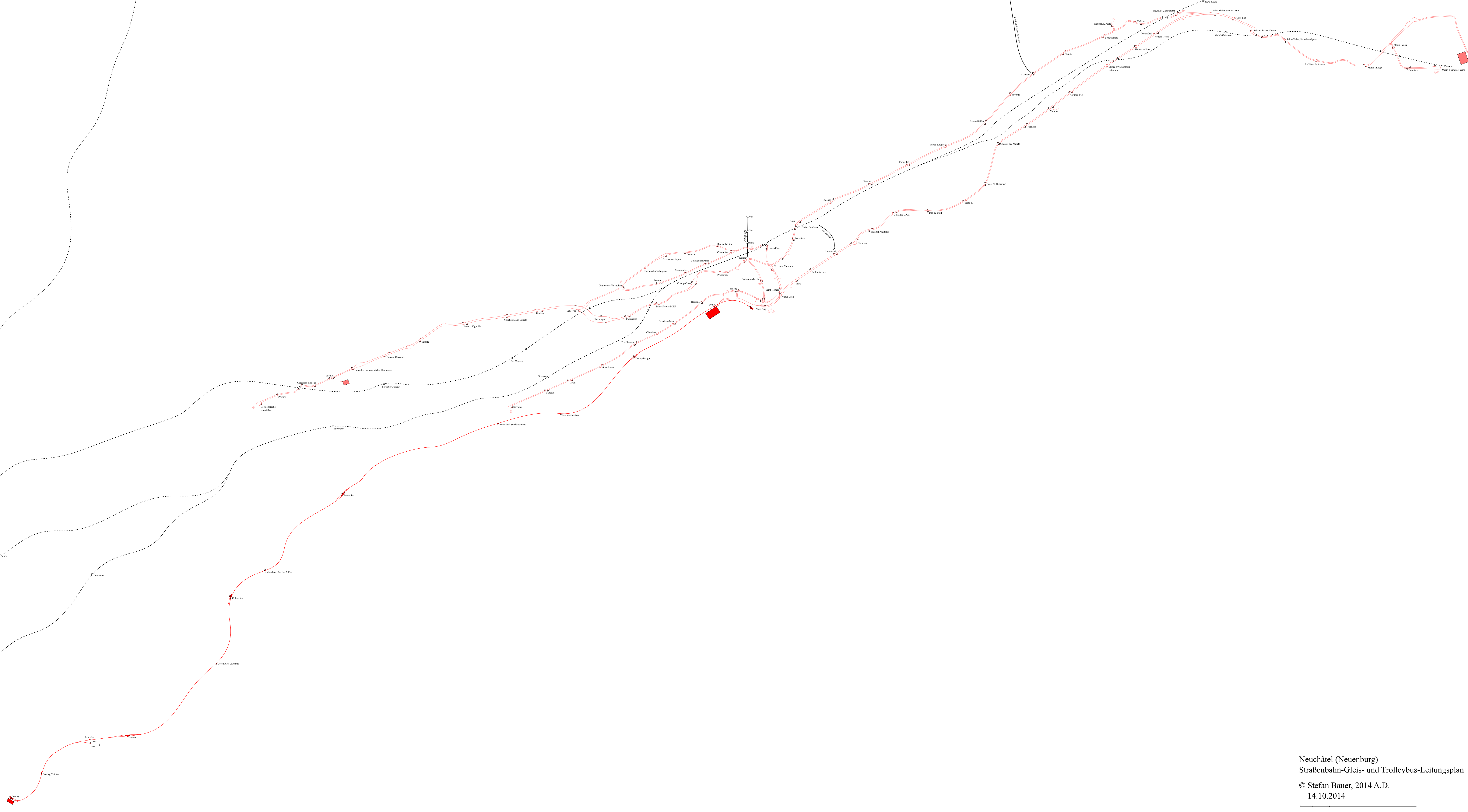
Plan du réseau en 2014.
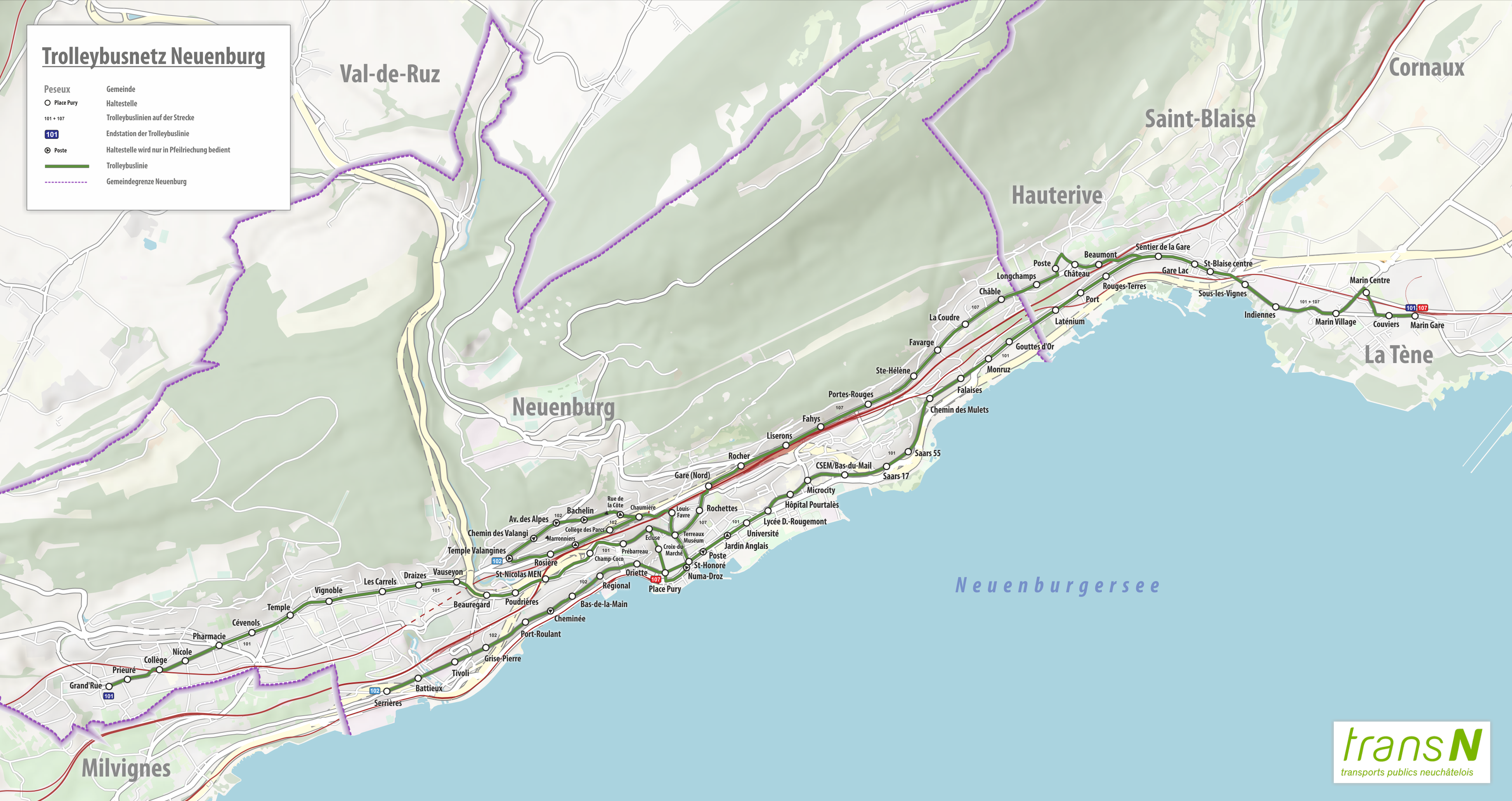
Plan du réseau en 2021.

## Matériel roulant
Les transports publics neuchâtelois comptabilisent 41 trolleybus articulés de 3 séries en 2015.
|  | N° de bus.                | Quantité actuelle | Constructeur | Équipements électriques | Type     | Plancher      | Construit en |
|  | ------------------------- | ----------------- | ------------ | ----------------------- | -------- | ------------- | ------------ |
|  | 101–102, 105–109, 113–121 | 16                | NAW / Hess   | ABB                     | BGT 5-25 | Plancher haut | 1991         |
|  | 121- 125                  | 5                 | Hess         | Siemens                 | BGT-N2   | Plancher bas  | 1996         |
|  | 131–150                   | 20                | Hess         | Kiepe                   | BGT-N2C  | Plancher bas  | 2009–2011    |

À noter que les Hess Swisstrolley 2 ont êtes récupérés au réseau de La-Chaux-de-Fonds qui a stoppé en 2014 l'exploitation de ses Trolleybus.
(Source : http://www.tnneuchatel.ch/d2wfiles/document/642/5507/0/Rapport_gestion_TN_2011.pdf (page

## Annexe